# Five Go Mad in Dorset
Five Go Mad in Dorset (Fem blir galna i Dorset) var den första av tre satirer i den långvariga serien The Comic Strip Presents... TV-komedifilmer. Första avsnittet sändes första gången på Channel 4:s premiärkväll  den 2 november 1982 och var skrivet av Peter Richardson och Pete Richens, och regisserades av Bob Spiers. Den spelades in i Devon  och inte i Dorset.

## Handling
Filmen är en parodi på Enid Blytons fem-böcker, och rollistan involverar syskonen Julian (Richardson), Dick (Adrian Edmondson) och Anne (Jennifer Saunders), och deras kusin George (Dawn French) och hennes hund Timmy. De fyra barnen anländer på en ledighet till farbror Quentin (Ronald Allen) och moster Fannys hem. Efter att farbror Quentin har blivit kidnappad  tillbringar de flera dagar på cykelsemester i Dorset. Efter flera picknickar och några anmälningar av brottslingar till den lokala polisen firar femgänget genom att köpa några kakor av en butiksägare (Robbie Coltrane). I butiken möter de en oförskämd rik pojke, Toby (Daniel Peacock), som barnen först vägrar att acceptera i sin grupp. När Toby campar, blir han senare kidnappad. De fem upptäcker en hemlig passage in i ett övergivet slott, där de hittar de den kidnappade Toby. De hittar också farbror Quentin, som avslöjar att hans kidnappning var en bluff. Han ville dölja sin separation från moster Fanny på grund av homosexualitet. Barnen ringer polisen och farbror Quentin arresteras.

## Satiriska teman
Satiren hånar Blytons författarskap, framför allt sexismen, rasismen och medelklass snobberiet i fem-böckerna, De fem fäller rasistiska kommentarer om en bärare på järnvägsstationen när de hämtas av moster Fanny, upprepade kommentarer om Anne som en  beskrivs som riktig liten hemmafru. Genren med unga äventyrare, barn som hör brottslingar diskutera sina planer som säger bla bla bla och viktiga delar av den vanliga handlingen. Ett löpande skämt genom parodin  är de olika fester som de fem ägnar sig åt, picknickar och måltider. satirens fras lashings of ginger beer blev så välkänd att den nu ofta felaktigt tillskrivs Blyton själv, även om den aldrig förekommer i någon av fem-böckerna.  Filmen gör öppna antydningar om Georges tidelag, mellan henne och Timmy och refererar att homosexualitet varett lagbrott i Storbritannien före 1968.

## Kritiskt mottagande
Filmen sågs av 3,4 miljoner tittare i Storbritannien. Filmen fick anmärkningar för sina sexuella anspelningar och vanvördiga hån mot Blytons böcker. TV-bolaget hade fått tillstånd för sin parodi av Blytons bolag. Chris Dunkley recenserade i  Financial Times Channel 4:s lanseringskväll. Hans recension menade att det var en utsökt korrekt parodi på Enid Blytons bedövande repetitiva äventyrshistorier, och jämförde den med Ripping Yarns.

## Produktions- och inspelningsplatser
Jennifer Saunders minns inspelningen med värme i sin självbiografi från 2013. Hon hade halsfluss under en del av inspelningen. Peter Richardson hade vuxit upp i södra Devon, så han var bekant med kusten och valde de olika inspelningsplatserna. Saunders skriver att en stor del av deltagarna i inspelningen var medlemmar av Richardsons familj. Inspelningen var lyckad, främst på grund av att skådespelarna kunde spendera sina dagliga lediga tid på en pub. Barnens ankomsten filmades på Staverton järnvägsstation i Devon.  Slottet var Berry Pomeroy Castle, och byn med butiken var Broadhembury.

## Medverkande
- Julian - Peter Richardson
- Dick - Adrian Edmondson
- George – Dawn French
- Anne - Jennifer Saunders
- Farbror Quentin - Ronald Allen
- Moster Fanny – Sandra Dorne
- Toby Thurlow - Daniel Peacock
- Butiksinnehavare – Robbie Coltrane

## Uppföljare

### Five Go Mad on Mescalin
Five go mad on Meskalin  var en uppföljande satir inspelad 1983.  Programmet handlar om en rik amerikan och hans bortskämda son. Handlingen är löst anknuten till Enid Blytons bok  Five on Finniston Farm från 1960. Programmet ger sken att Femgänget skulle ha sympatiserat med Nazityskland för att nazisterna var mindre vulgära än amerikanerna. 

### Five Go to Rehab
Det tredje programmet i serien Five Go to Rehab producerades 2012, och visades på kanalen Gold den 7 november 2012. Programmet fick dåliga recensioner.